# HD175156
HD175156 — хімічно пекулярна зоря спектрального класу B5, що має видиму зоряну величину в смузі V приблизно  5,1.
Вона  розташована на відстані близько 1664,1 світлових років від Сонця.

## Пекулярний хімічний склад
Зоряна атмосфера HD175156 має підвищений вміст 
He
.

## Магнітне поле
Спектр даної зорі вказує на наявність магнітного поля у її зоряній атмосфері.
Напруженість повздовжної компоненти поля оціненої з аналізу
становить  136,3± 116,4 Гаус.